# Paul Meunier (pilote)
Ne doit pas être confondu avec Paul Meunier.
Pour les articles homonymes, voir Meunier.
Paul Meunier est un pilote motocycliste français, vainqueur du Grand Prix moto de France en 1921 en 350 cm³ sur Alcyon (2e Grand Prix de l'U.M.F.) et 1924 en 250 cm³ sur Thomann (5e Grand Prix de l'U.M.F.). Il est aussi le premier français de l'épreuve en 1922 en 500 cm³ (quatrième du classement général) et en 1923 en 350 cm³ (deuxième du classement général).
Il gagne par ailleurs le 12e Grand Prix de Lyon en 350 cm³, le 6e Grand Prix du M.C.F en 350 cm³ en 1922, et le 5e Bol d'Or en 175 cm³ sur Alcyon en 1926.

## Notes et références

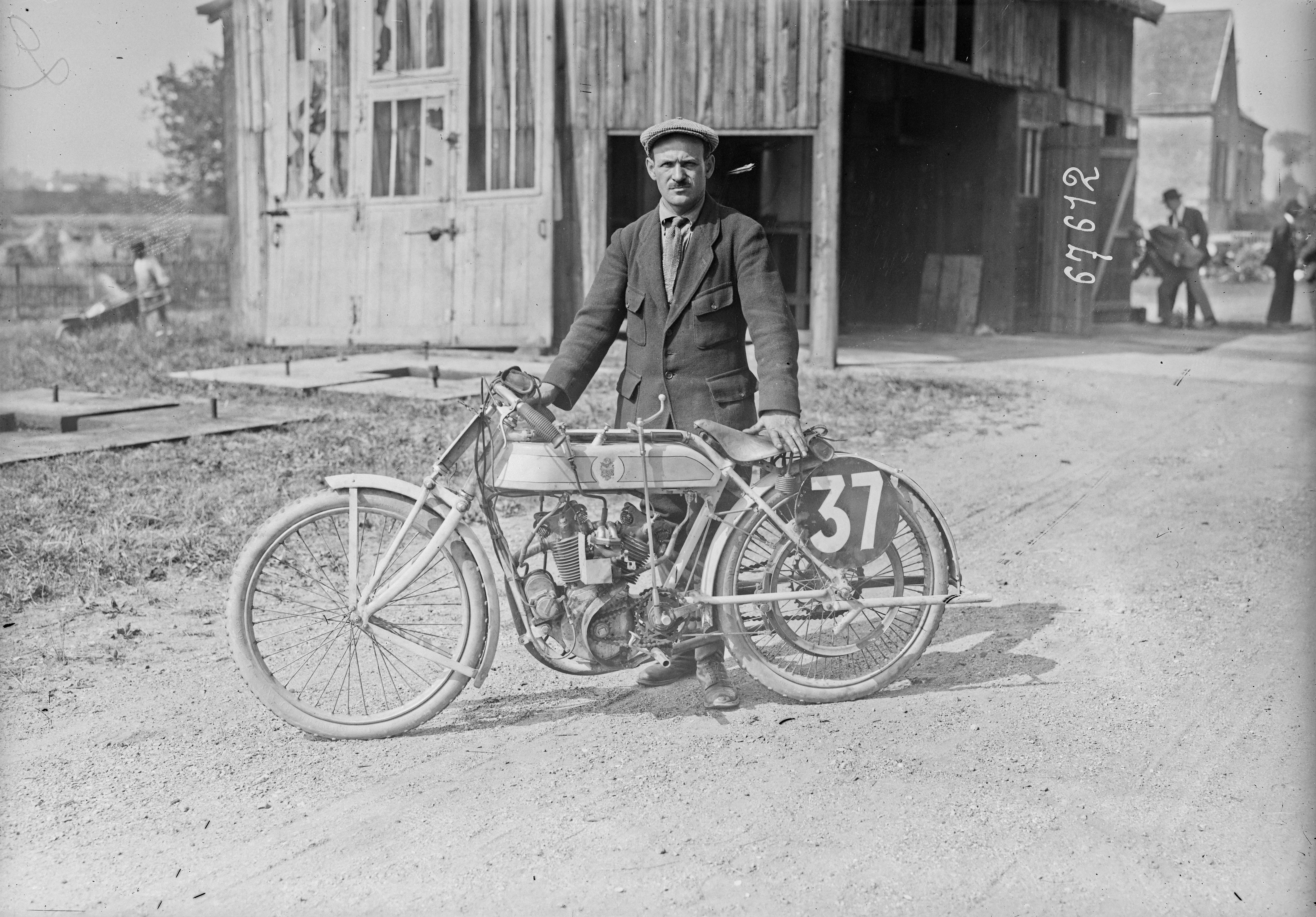
Paul Meunier en 1921 sur Alcyon.